# Kick (album)
Pour les articles homonymes, voir Kick.
Albums de INXS
Listen Like Thieves
(1985) X
(1990)
Singles
1. Need You Tonight
Sortie : 23 septembre 1987
2. Devil Inside
Sortie : 13 février 1988
3. New Sensation
Sortie : 31 mars 1988
4. Never Tear Us Apart
Sortie : 8 août 1988
5. Mistify
Sortie : 15 mars 1989

Kick est le sixième album studio du groupe de rock australien INXS sorti le 2 octobre 1987.
C'est l'album d'INXS qui a remporté le plus de succès dans le monde, certifié plusieurs fois disque de platine ou disque de diamant dans de nombreux pays. Cinq chansons en sont extraites en single (Need You Tonight, Devil Inside, New Sensation, Never Tear Us Apart, Mistify).
Album et singles permettent au groupe d'accroitre notamment sa popularité aux États-Unis.
Kick a fait l'objet de plusieurs rééditions, avec des titres bonus: en 1989, spécialement pour le marché japonais, en 2002, en 2004 (Deluxe Edition) et en 2012 (Super Deluxe Edition, pour les 25 ans de l'album).
Il est classé 11e dans l'ouvrage 100 Best Australian Albums paru en 2010.    

## Liste des titres
Composés et écrits par Andrew Farriss et Michael Hutchence sauf mention.

### Édition originale (1987)
1. Guns in The Sky (M.Hutchence) - 2:20
2. New Sensation - 3:39
3. Devil Inside - 5:11
4. Need You Tonight - 3:04
5. Mediate (A.Farriss) - 2:32
6. The Loved One (Ian Clyne, Gerry Humphreys, Rob Lovett) - 3:25
7. Wild Life - 3:07
8. Never Tear Us Apart - 3:02
9. Mystify - 3:15
10. Kick - 3:13
11. Calling All Nations - 3:00
12. Tiny Daggers - 3:29

The Loved One est une reprise d'une chanson du groupe australien The Loved Ones sortie à l'origine en 1966.

### Special Edition (1989)
1. Devil Inside (re-mix version) - 6:30
2. New Sensation (Nick 12" Mix) - 6:30
3. Move On - 4:48
4. Need You Tonight (Mendelsohn Mix) - 7:02
5. Different World - 4:17
6. Guns in the Sky (Kick Ass Mix)(M.Hutchence) - 6:02

### Réédition 2002
1. Move On (guitar version) - 3:48
2. Jesus Was a Man - 6:10
3. Mystify (Chicago demo) - 4:11
4. The Trap (demo) - 2:32

### Deluxe Edition, CD 2 (2004)
1. Move On - 4:48
2. I'm Coming (Home) (A. Farriss) - 4:51
3. On the Rocks (Kirk Pengilly) - 3:08
4. Mystify (Chicago demo) - 4:08
5. Jesus Was a Man (Demo/Outtake) - 6:08
6. The Trap (demo) - 2:31
7. New Sensation (Nick 12" Mix) - 6:32
8. Guns in the Sky (Kick Ass Remix)	(M.Hutchence) - 6:03
9. Need You Tonight (Mendelson Extended Mix) - 7:15
10. Mediate (Live from America) (A. Farriss) - 3:53
11. Never Tear Us Apart (Live from America) - 3:37
12. Kick (Live from America) - 3:48

### Kick 25 (2012)
- CD 2

1. Move On (Guitar Version) - 3:48
2. I'm Coming (Home) (Tim Farriss)- 4:54
3. Mediate (Live From America) (A.Farriss) - 3:46
4. Never Tear Us Apart (Live From America) -	3:28
5. Kick (Live From America) - 3:50
6. On The Rocks (K.Pengilly) - 3:05
7. Do Wot You Do - 3:16
8. Mystify (Chicago Demo) - 4:11
9. Jesus Was A Man (Demo/Outtakes) - 6:10
10. The Trap (Demo) -	2:32
11. Guns In The Sky (Kick Ass Remix) (M.Hutchence) - 6:00
12. Need You Tonight (Mendelsohn Extended Mix) - 7:14
13. Move On - 4:47

- CD 3

1. Never Tear Us Apart (Soul Version) - 3:36
2. New Sensation (Nick 12 Mix) - 6:29
3. New Sensation (Nick 7 Mix) - 3:40
4. Devil Inside (Extended Remix) - 6:36
5. Devil Inside (7") - 5:11
6. Different World (7") - 4:19
7. Calling All Nations (Kids On Bridges Remix) - 3:11

- DVD

1. Track Baby Track - Documentary - 35:13
2. Kick World Tour Exclusive Band Footage - 15:43
3. Mystify (Video) - 3:50
4. Guns In The Sky (Video) - 2:21
5. Need You Tonight (Video) - 3:10

## Composition du groupe
- Michael Hutchence : chant
- Andrew Farriss : claviers, guitare
- Jon Farriss : batterie, percussions
- Tim Farriss : guitare
- Kirk Pengilly : guitare, saxophone, chœurs
- Garry Gary Beers : basse

Musiciens additionnels :
- Greg Thorne : trompette sur le titre Kick
- Warwick Bone : assistant claviers sur Mediate

## Classements et certifications
| Classement (1987-1988)         | Meilleure place |
| ------------------------------ | --------------- |
| Allemagne (Media Control AG)   | 11              |
| Autriche (Ö3 Austria Top 40)   | 15              |
| Australie (ARIA)               | 2               |
| Canada (Canadian Albums Chart) | 1               |
| États-Unis (Billboard 200)     | 3               |
| France (IFOP)                  | 3               |
| Nouvelle-Zélande (RIANZ)       | 1               |
| Pays-Bas (Mega Album Top 100)  | 4               |
| Royaume-Uni (UK Albums Chart)  | 9               |
| Suède (Sverigetopplistan)      | 21              |
| Suisse (Schweizer Hitparade)   | 25              |

| Classement (2014)        | Meilleure place |
| ------------------------ | --------------- |
| Australie (ARIA)         | 2               |
| Nouvelle-Zélande (RIANZ) | 11              |

| Pays        | Certfications |
| ----------- | ------------- |
| Allemagne   | Or            |
| Australie   | 7 × Platine   |
| Canada      | Diamant       |
| États-Unis  | 6 × Platine   |
| France      | Platine       |
| Hong Kong   | Or            |
| Royaume-Uni | 3 × Platine   |
| Suisse      | Platine       |